# Kanton Maisons-Laffitte
Der Kanton Maisons-Laffitte war von 1924 bis 2015 ein französischer Wahlkreis im Arrondissement Saint-Germain-en-Laye, im Département Yvelines und in der Region Île-de-France; sein Hauptort war Maisons-Laffitte.

## Gemeinden
Der Kanton umfasste zwei Gemeinden:
| Gemeinde         | Einwohner Jahr | Fläche km² | Bevölkerungsdichte | Code INSEE | Postleitzahl |
| ---------------- | -------------- | ---------- | ------------------ | ---------- | ------------ |
| Maisons-Laffitte | 23.194 (2013)  | 6,75       | 3436 Einw./km²     | 78358      | 78600        |
| Le Mesnil-le-Roi | 6.365 (2013)   | 3,27       | 1946 Einw./km²     | 78396      | 78600        |